# Olive Kelso King
Olive May Kelso King (Sydney, 30 giugno 1885 – Melbourne, 1º novembre 1958) è stata un'avventuriera, scalatrice, volontaria di guerra, autista di ambulanze ed esaminatore aeronautico australiana.
Durante la prima guerra mondiale guidò ambulanze per gli Scottish Women's Hospitals e successivamente per l'esercito serbo. Nelle fasi finali del dopoguerra raccolse fondi e allestì mense mobili per aiutare a nutrire il popolo serbo. In tutto ha ricevuto quattro medaglie dal governo serbo per il suo lavoro durante la guerra.
Dopo la prima guerra mondiale, la King ha ricoperto una posizione di volontario senior con le Girl Guides Australia. Durante la seconda guerra mondiale lavorò come esaminatrice presso la fabbrica di aerei Havilland.

## Primi anni
Nata a Sydney, in Australia, Olive King era la figlia di Sir George Kelso King e di sua moglie Irene Isabella. Studiò a casa ed alla Sydney Church of England Girls Grammar School. Ha anche frequentato la Kambala Girls' School e, dopo la morte di sua madre quando aveva 15 anni, suo padre la mandò a studiare in Germania e Svizzera, dove diventò fluente in francese e tedesco. Ha condotto una vita avventurosa che ha compreso la scalata della seconda vetta più alta del Messico, il Popocatépetl e la discesa nel suo cratere con diversi compagni maschi.

## Prima guerra mondiale
Nell'estate del 1914, mentre era in visita da sua sorella Sunny in Inghilterra, scoppiò la guerra in Europa. Olive prestò servizio per un breve periodo come autista di ambulanze in Belgio, lavorando per l'Allied Field Ambulance Corps (AFAC), un'organizzazione di volontari. Utilizzando i fondi di suo padre, fornì il suo veicolo, un camion usato che aveva trasformato in un'ambulanza da 16 posti e battezzato "Ella l'Elefante" per le sue dimensioni e il suo peso.
Nel 1915 si unì agli Scottish Women's Hospitals (Girton and Newnham Unit) e fu inviata all'ospedale da campo Sainte-Savine, vicino a Troyes, in Francia. Le condizioni all'ospedale da campo erano dure. Gli uomini feriti erano alloggiati in tende di tela collegate da lunghe file di assi nei campi fangosi adiacenti al Château de Chanteloup.
Nel novembre 1915 l'unità fu inviata sul fronte macedone, sbarcando a Salonicco, in Grecia, e spostandosi fino a Gevgelija, sul confine greco-serbo. Sei settimane dopo le forze bulgare avanzavano rapidamente e l'ospedale dovette essere evacuato in 24 ore. Trenta donne, aiutate da 40 Royal Engineers, riuscirono a smantellare l'ospedale prima che fosse invaso. A mezzanotte l'intero staff se n'era andato, tranne le tre donne autiste. Fu una decisione della King dirigersi verso la stazione ferroviaria più vicina. Riuscirono a far salire se stessi e le loro ambulanze sull'ultimo treno prima che la stazione venisse bombardata. Tredici autisti di ambulanze francesi, che avevano cercato di raggiungere Salonicco attraverso un sentiero accidentato di Dojran, furono attaccati dai bulgari, le loro auto requisite e tutti furono uccisi o fatti prigionieri.
Entro la fine di luglio 1916 aveva lasciato lo Scottish Women's Hospital e si era arruolata nell'esercito serbo come autista presso il quartier generale del servizio medico a Salonicco. A questo punto i serbi avevano perso la maggior parte del loro trasporto e "Ella" era una delle sole tre auto attaccate al quartier generale medico.
Il 18 agosto 1917, giorno del Grande incendio di Salonicco del 1917, la King portò in salvo persone e documenti, guidando per ventiquattro ore di seguito.
Nell'autunno del 1917 suo padre raccolse denaro da donatori australiani affinché lei creasse mense mobili per nutrire il popolo serbo. Il suo lavoro a Belgrado e in altre città serbe continuò fino al 1920.
Per il suo lavoro durante la guerra, la King ha ricevuto un totale di quattro medaglie dal governo serbo, tra cui l'Ordine di San Sava, il più alto riconoscimento per il servizio umanitario.

## Attività postbelliche e morte
A causa della salute cagionevole di suo padre, tornò a Sydney nel 1920. Assunse un posto come volontaria e relatrice per le Girl Guides Australia, prestando servizio come Segretario di Stato e Assistente Commissario di Stato. È stata la prima australiana a ricevere il Silver Fish Award nel 1931, la più alta onorificenza per adulti di Girl Guiding.
Durante la seconda guerra mondiale si offrì volontaria per guidare per l'esercito australiano, ma le fu detto che era troppo vecchia. Volendo ancora contribuire in qualche modo, studiò ispezione aeronautica e lavorò come esaminatore di qualità presso de Havilland Aircraft Pty Ltd dal 1942 al 1944.
Olive Kelso King si trasferì a Melbourne nel 1956 e vi morì nel novembre 1958.

## Persone collegate
- Milunka Savić
- Antonija Javornik
- Flora Sandes
- Leslie Joy Whitehead
- Servizio militare femminile
- Elsie Inglis
- Edith McKay
- Agnes Bennett
- Jessie Ann Scott
- Mary de Garis